# Олександрівка (Вороновицька селищна громада)
Олекса́ндрівка — село в Україні, у Вороновицькій селищній громаді Вінницького району Вінницької області.

## Історія
Засноване не пізніше першої половини XIX ст. Зокрема в «Трудах Комитета для церковно-статистическаго описанія Подольской епархіи» (1901) згадується "Александровка была основана помещиком с. Козинец Александром Раковским, переселивши в начале 40-х годов ХІХ ст. из Козинец до 15 семейств крестьян и давшим этому небольшому поселку свое имя.  Жители занимаются земледелием. Прихожан в Александровке – 95 м., 93 ж. п.п." 
Під час голодомору у 1932–1933 роках, проведеного радянською владою, загинуло 150 осіб.
В радянські часи село описується так: "Населення — 826 чоловік. Сільській Раді підпорядкований населений пункт Жабелівка. Місцевий колгосп «Богатир» має закріпленої землі 1250 га, з яких 962 га орної. Напрям господарства — зернові, цукрові буряки, м’ясо-молочне тваринництво. Допоміжні галузі — городництво, бджільництво, рибництво; працюють млин, механічна майстерня. Колгосп відзначається високими виробничими, показниками. В 1970 році тут на 100 га угідь вироблено понад 530 цнт молока, по 60 цнт м’яса, збирають врожаї по 30—34 цнт пшениці, понад 480 цнт цукрових буряків. Працюють школа, клуб, бібліотека, фельдшерсько-акушерський пункт." 

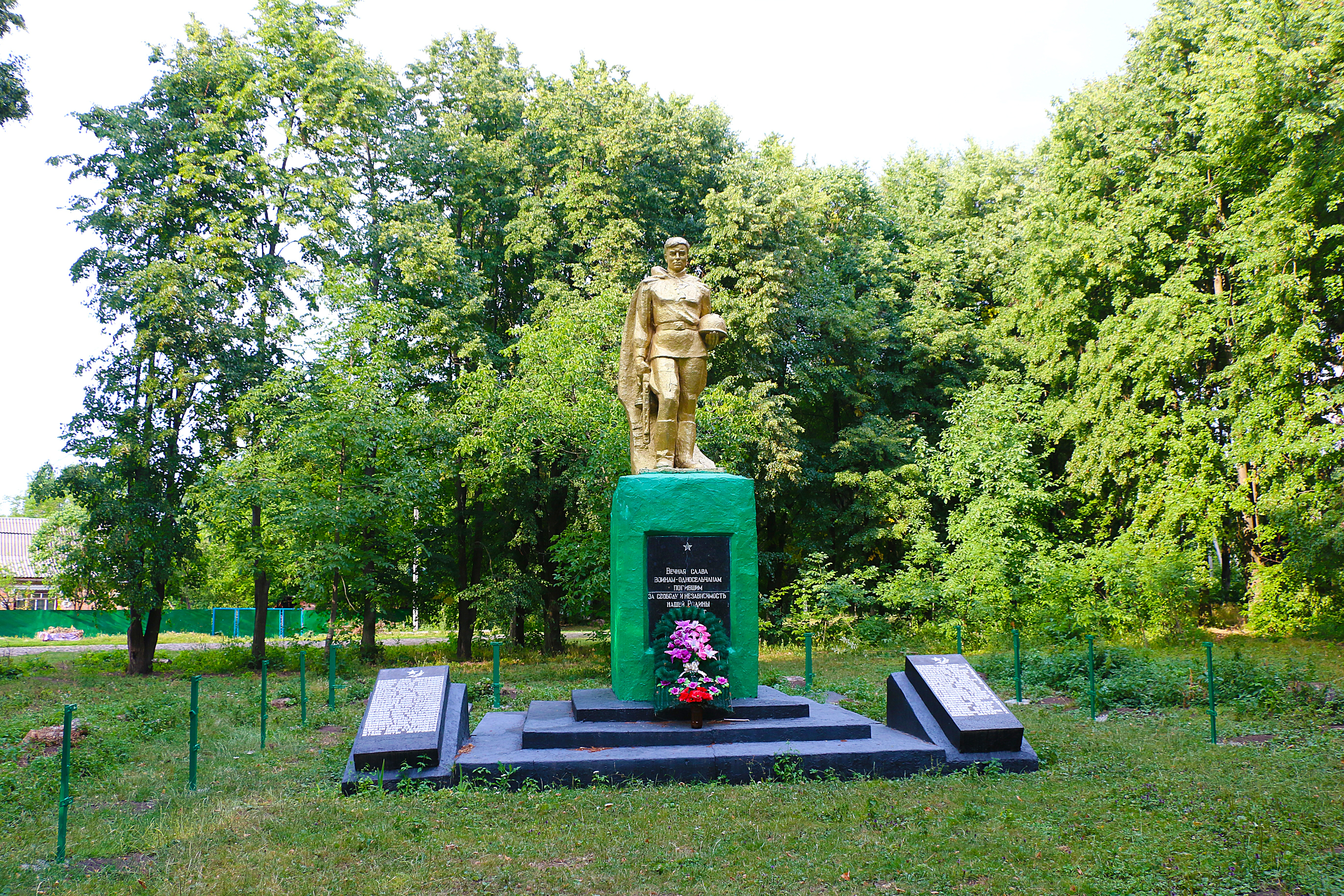
Пам'ятник воїнам-односельчанам

## Населення

### Мова
Розподіл населення за рідною мовою за даними перепису 2001 року:
| Мова            | Кількість | Відсоток |
| --------------- | --------- | -------- |
| українська      | 464       | 98.31%   |
| російська       | 6         | 1.27%    |
| румунська       | 1         | 0.21%    |
| інші/не вказали | 1         | 0.21%    |
| Усього          | 472       | 100%     |